# Хріниця пронизанолиста
Хріниця пронизанолиста, хрінниця пронизанолиста (Lepidium perfoliatum) — вид рослин з родини капустяних (Brassicaceae); населяє східну й південно-східну Європу; західну й середню Азію.

## Опис

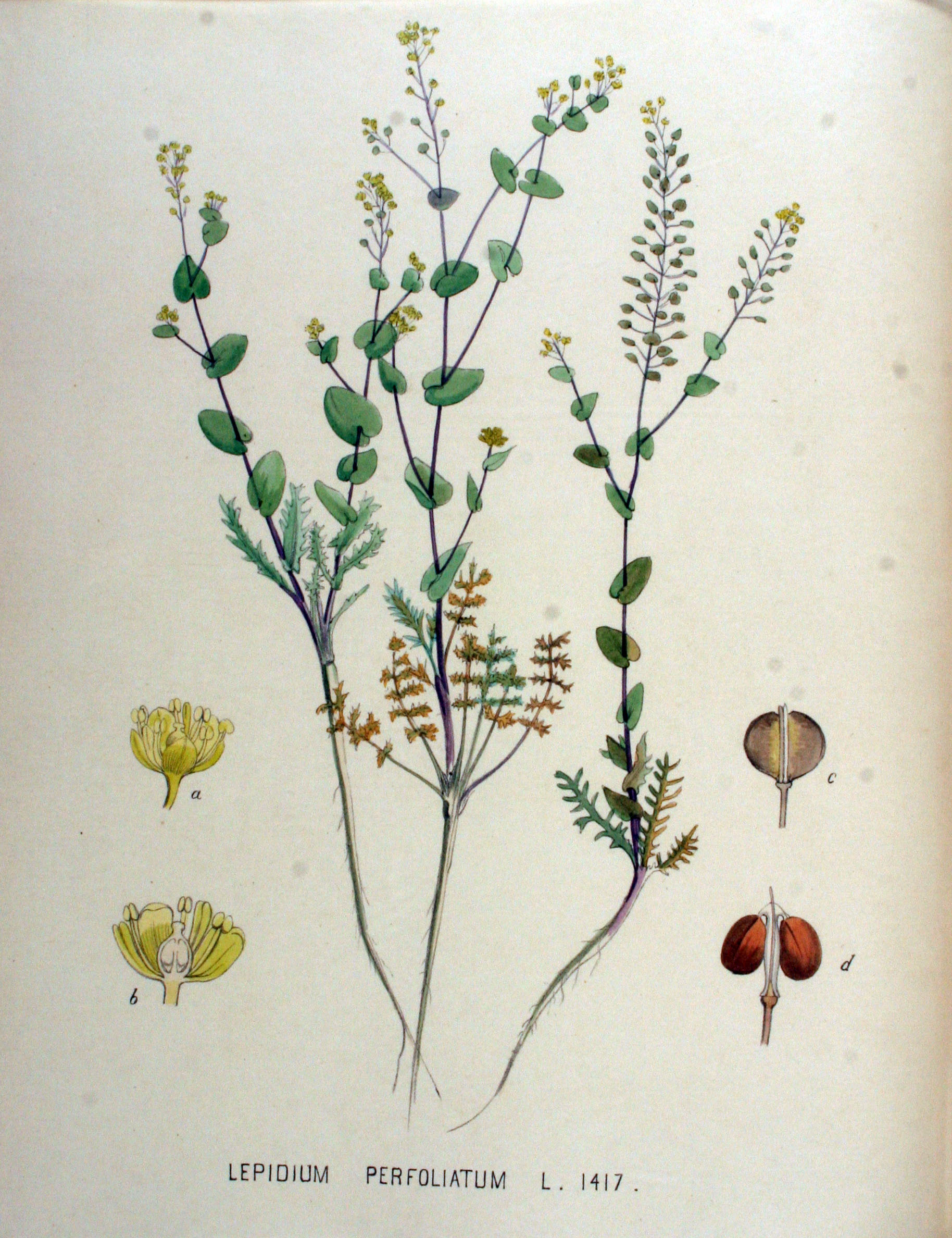
ілюстрація

Однорічна чи дворічна рослина 10–40 см. Верхні листки яйцеподібні, гоструваті, цільні або цілокраї, глибоко-серцеподібні, стеблоохопні; нижні — двічі перисторозсічені. Пелюстки блідо-жовті, близько 1 мм довжиною. Стручечки округло-еліптичні, 3.5–4.5 мм завдовжки, вгорі майже безкрилі, з невеликою виїмкою.

## Поширення
Населяє східну й південно-східну Європу; західну й середню Азію; натуралізований у Канаді, США, Нижній Каліфорнії, Аргентині, західній Європі, півночі континентальної Європи.
В Україні вид зростає у степах, на полях, сухих схилах, біля доріг — у Криму, Степу та на півдні Лісостепу, часто; по залізницях поширюється в більш північні р-ни (Київ, Харків, Ужгород).

## Використання
Дикий родич і потенційний донор генів для L. sativum.